# Ana Isabelle
Ana Isabelle (* 11. April 1986 in Caguas; vollständiger Name Ana Isabel Acevedo Avilés) ist eine puerto-ricanische Sängerin, Tänzerin und Schauspielerin.

## Leben
2007 wurde sie bekannt, als sie in der Filmbiografie El Cantante über den puerto-ricanischen Salsasänger Héctor Lavoe unter anderem an der Seite von Marc Anthony und Jennifer Lopez spielte. Noch im selben Jahr brachte sie ihr Debütalbum Por el amor international auf den Markt. Mit dem Song Quién dijo amigos, der auch in einem Reggaeton-Mix von R.K.M. & Ken-Y erschien, hatte sie einen ersten Achtungserfolg in den US-Latin-Charts.
Ende 2009 gewann sie die Latin-Music-Talentshow ¡Viva el sueño! und wurde von Billboard in die Liste der Artists to Watch aufgenommen Anfang 2010 erschien ihr zweites Album Mi sueño, das ihr den Durchbruch brachte. In den US-Latin-Pop-Charts erreichte es Platz 2 und es kam sogar in die offiziellen Billboard 200. Zusammen mit Cristian Castro sang sie darauf Por amarte así, der 2000 bereits ein Solohit für Castro gewesen war und im Duett erneut in die Latin-Top-10 kam.

## Diskografie
Alben
- Por el amor (2007)
- Mi sueño (2010)

Singles
- Quien dijo amigos (2008)
- Se acabo (2009)
- Por amarte así (mit Cristian Castro, 2010)

## Filmografie (Auswahl)
- 2017: Dementia 13
- 2017: Lost Cat Corona
- 2017: The Eyes
- 2021: West Side Story